# جاكوب س. هيغينز
جاكوب س. هيغينز (بالإنجليزية: Jacob C. Higgins)‏ هو عسكري أمريكي، ولد في 7 مارس 1826 في ويليامسبورغ في الولايات المتحدة، وتوفي في 1 يونيو 1893 في جونستاون في الولايات المتحدة.